# 도덕 실재론
도덕 실재론은 윤리적 문장이 세계의 객관적인 특징(즉, 주관적인 견해와 무관한 특징)을 나타내는 명제를 표현하는 입장이며, 그 중 일부는 그러한 특징을 정확하게 보고하는 정도까지 사실일 수 있다고 본다. 
도덕적 실재론의 강력한 모델은 세 가지 특징을 보인다.
- 의미론적 테제: 도덕적 술어(예: "옳음" 및 "그름")의 주요 의미론적 역할은 도덕적 속성(예: 옳고 그름)을 참조하여 도덕적 진술(예: "정직은 선하다" 및 " 노예 제도는 부당하다")는 도덕적 사실을 표현하고 참 또는 거짓(또는 대략적으로 참, 대체로 거짓 등)인 명제를 표현한다.
- 진리적 테제: 일부 도덕적 명제는 사실이다.
- 형이상학적 테제: 도덕적 명제는 행동과 도덕적 평가의 다른 대상이 관련 도덕적 속성을 가질 때, 이러한 사실과 속성이 강력할 때 참이다.

최소 모델은 형이상학적 테제를 생략하고 그것을 도덕적 실재론자 사이의 논쟁의 문제로 취급한다.
도덕 실재론은 논리의 일반적인 규칙( modus ponens 등)이 도덕적 진술에 직접적으로 적용될 수 있도록 한다. 도덕적 신념은 사실적 신념과 같은 방식으로 거짓이거나 부당하거나 모순적이라고 말할 수 있도록 한다.
도덕 실재론의 또 다른 장점은 도덕적 불일치를 해결할 수 있다는 것이다. 두 가지 도덕적 신념이 서로 모순되는 경우 현실주의는 둘 다 옳을 수 없으므로 관련된 모든 사람이 불일치를 해결하기 위해 올바른 답을 찾아야 한다고 말한다. 다른 메타윤리 이론은 '이 도덕적 신념은 틀렸다'는 명제조차 공식화하는 데 어려움을 겪기 때문에 이런 식으로 의견 불일치를 해결할 수 없다.
도덕 실재론에 대해 여러 비판이 제기되어 왔다. 존 매키(John Mackie)가 분명히 밝힌 중요한 비판은 도덕적 실재론이 "우주의 다른 어떤 것과도 완전히 다른 매우 이상한 종류의 실체나 성질 또는 관계의 존재를 가정한다는 것이다. 
진화론적 폭로 주장은 인간 심리가 주로 도덕적 사실에 민감할 이유가 없는 것처럼 보이는 진화적 과정에 의해 생성되기 때문에 도덕적 실재론 입장을 취하는 것은 도덕적 회의론으로 이어질 수 있음을 시사한다. 이것은 도덕적 실재론 입장을 취하려는 동기, 즉 신뢰할 수 있는 도덕적 기준이 있다고 주장할 수 있는 동기를 약화시킨다.

## 같이 보기
- 인지주의 (윤리학)
- 정서주의
- 도덕의 진화
- 도덕률
- 도덕
- 유명론